# Trochiten

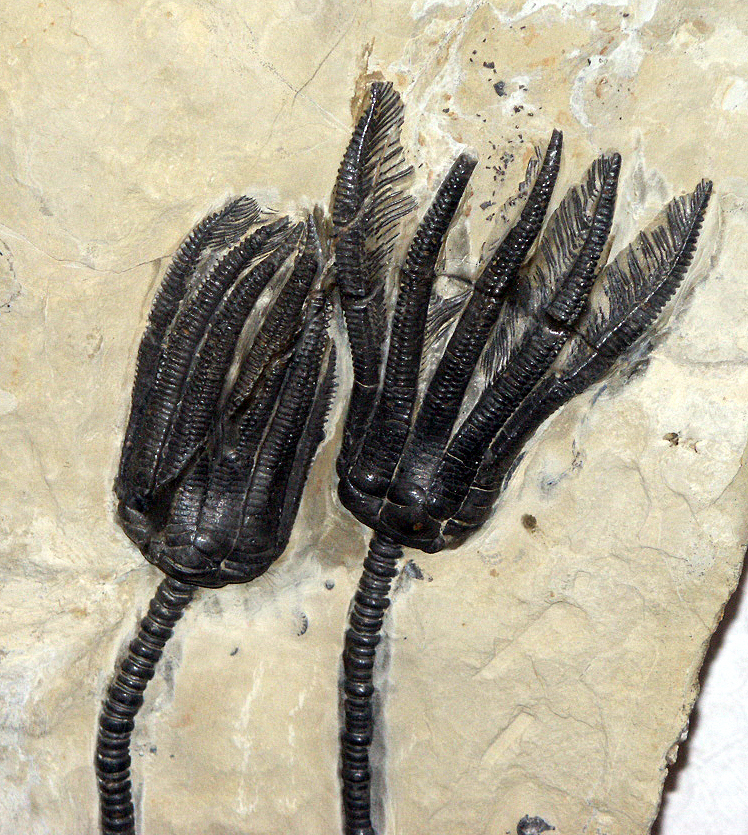
Abbildung einer sehr gut erhaltenen fossilen Seelilie, die die Anordnung der Stielglieder gut zeigt

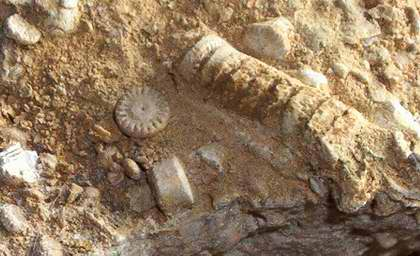
Trochiten aus Erkerode am Westrand des Elm

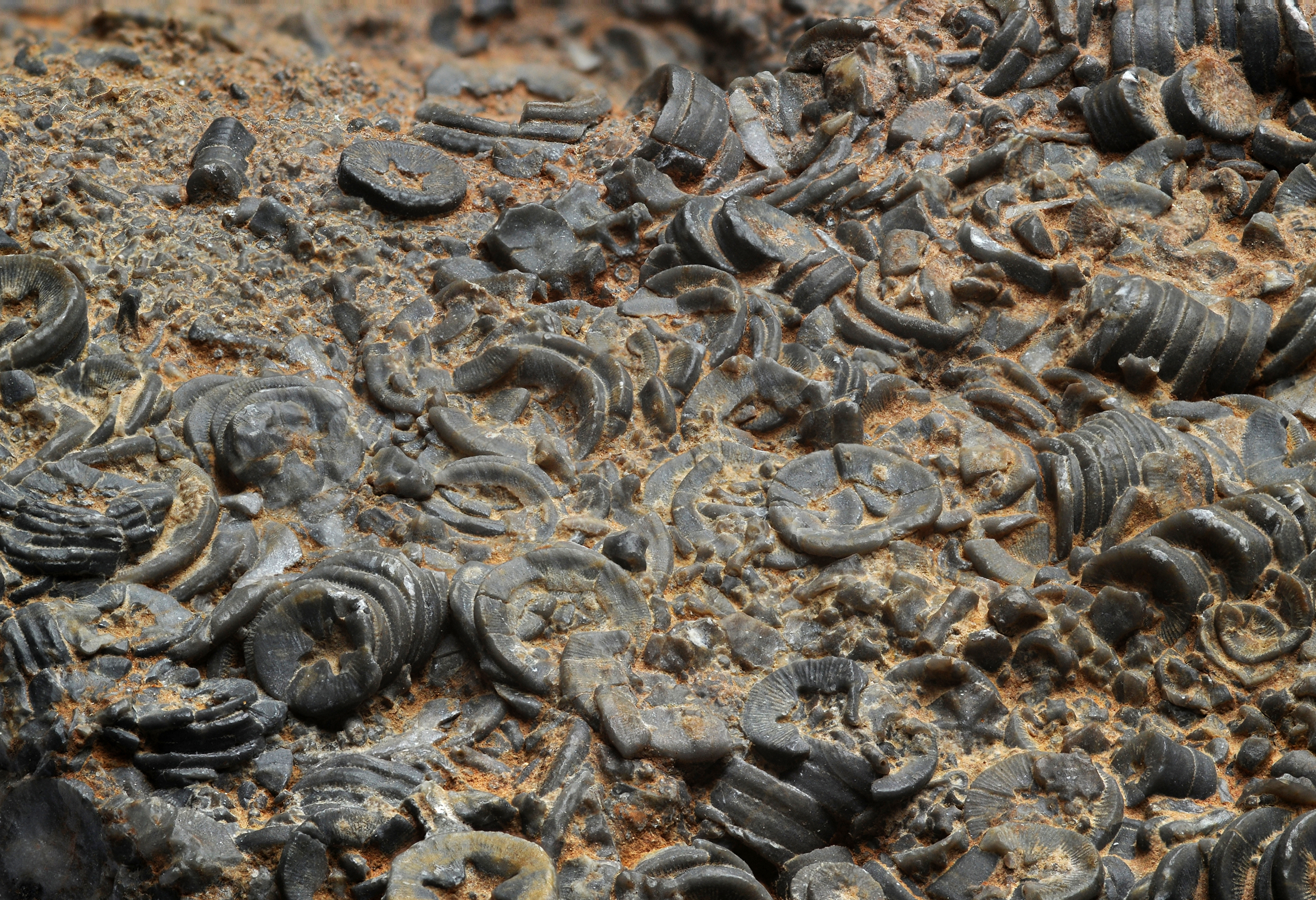
Trochiten

Trochiten (von griech. tróchos, Rad) werden die versteinerten, ring- oder rädchenförmigen Glieder genannt, aus denen sich der Stiel der Seelilien aufbaut. Isolierte Stielstücke werden zur Sammel- bzw. Partialgattung Entrochus zusammengefasst.
Trochiten im engeren Sinne sind die Stielglieder der Art Encrinus liliiformis, die im Kalkstein aus der Zeit der älteren Abteilung des oberen Muschelkalks (mo1) im  Germanischen Becken sowie im Pariser Becken (Saarland, Lothringen) gesteinsbildend vorkommen. Diese besondere Form des Crinoidenkalks wird als Trochitenkalk bezeichnet. Der Trochitenkalk ist eine klassische Schwellenfazies.
Die Trochiten bilden, gemeinsam mit anderen Crinoidenresten, einen Teil des Kalkgesteins, das sich z. B. in vielen Gesteinen der Dolomiten  und der Nördlichen Kalkalpen findet.
Nach ihrer charakteristischen Häufung wurden die Namen vereinzelter Gesteine mit dieser Fossilbezeichnung kombiniert. Das sind beispielsweise:
- Erkeroder Trochitenkalk, Erkerode bei Braunschweig in Niedersachsen
- Hoheneggelsener Trochitenkalk, Hoheneggelsen bei Hildesheim in Niedersachsen
- Poller Trochitenkalk, Polle bei Holzminden in Niedersachsen
- Trochitenkalk / Trochitenschichten (mo1) im Saargau und im Biosphärenreservat Bliesgau (Saarland)